# 阿爾氏長鬚鿕
'阿爾氏長鬚鿕'为輻鰭魚綱鯉形目鲤科長鬚鿕屬的種，該物種主要分布於亞洲緬甸，體長可達6公分，棲息在池塘及溝渠。